# 宣告独立
宣告独立（英语：Declare Independence）是冰岛歌手比约克创作的歌曲，属于她的第六张录音室专辑Volta的第三支单曲，于2008年1月1日发行。比约克曾在多次演唱会上表演这支歌曲以表达对部分地区独立的支持，最著名的两次分别发生在东京和上海。

## 背景
这首歌为法罗群岛和格陵兰创作，这两个地区现今仍为丹麦殖民地。比约克的祖国冰岛曾经也是丹麦属地，但在二战期间独立。
最初唱片公司打算将这首歌作为Volta的第二支单曲在2007年8月发行，但是由于专辑在全球范围内的空前成功使得比约克做了比原计划多出许多的宣传工作，音乐录音带的拍摄计划无法按时完成。为了参加音乐录音带大奖，原本作为第三支单曲的Innocence被提前拍摄以取代宣告独立。最终Innocence在8月发行，而宣告独立推迟到2008年。

## 音乐录影带
音乐录音带由米歇·龔德里导演，这是他为比约克导演的第七支。

## 争议
比约克经常在演唱会上表演这支歌曲以表达对部分谋求独立的地区的支持。在东京演唱会上，她支持科索沃独立。随后她原计划在塞尔维亚音乐节的表演被取消。比约克认为这是由于她在东京的表演导致。而音乐节主办方否认了这一说法，并表示取消她的表演是因为他们无法保证比约克歌迷的安全。2008年比约克在上海的演唱会尾声，安可表演Declare Independence之后高呼"Tibet! Tibet!"。这一事件引起了中国当局的不满。